# Jorge Luis Sánchez
Jorge Luis Sánchez (La Habana, 20 de enero de 1960-La Habana, 9 de enero de 2025) fue un director de cine cubano. Uno de los fundadores de la Federación Nacional de Cine Clubes de Cuba.
Comenzó a trabajar en el ICAIC en 1981 como asistente de cámara y, posteriormente, asistente de dirección.
Su primer largometraje de ficción El Benny fue presentado en el Festival Internacional de Cine de Locarno, en agosto de 2006, donde su protagonista por Renny Arozarena ganó el Boccalino prize por mejor interpretación protagonista en todas las secciones del festival. 
El filme fue el candidato de Cuba para los Premios de la Academia. Sánchez es un pariente lejano de Benny Moré, figura protagónica de este filme. En diciembre de 2006, durante el Festival Internacional del Nuevo Cine Latinoamericano de La Habana, Sánchez recibió un premio por dicha película.

## Filmografía
- Amigos 1987 fiction, 30 min., 16 mm. Taller de Cine Asociación Hermanos Saíz.
- Diálogo 1988 documentary, 10 min, Vídeo Betacam. Taller de Cine Asociación Hermanos Saíz.
- Un Pedazo de Mí documentary, 15 min, 35 mm. Taller de Cine Asociación Hermanos Saíz-ICAIC.
- El Fanguito documentary, 1990 11 min, 35 mm. ICAIC.
- El Habanero news, 1990 7 min, 35 mm. ICAIC.
- Nietos y Abuelos documentary, 199013 min, 35 mm. ICAIC.
- Donde Está Casal documentary, 1990 13 min, 35 mm. ICAIC
- Adrenalina documentary, 199113 min, 35 mm. ICAIC.
- El Cine y la Memoria documentary, 1992 13 min, 35 mm. ICAIC.
- Atrapando Espacio documentary, 1994 24 min, 35 mm. ICAIC.
- Y Me Gasto la Vida documentary, 1997 38 min, Vídeo Betacam. ICAIC.
- Patinando La Habana documentary, 1997 26 min, Vídeo Betacam. ICAIC.
- Culto a los Orishas teleseries doc. of 20 episodes, 1999 Video Betacam. Lucompa Producciones. Venezuela.
- Las Sombras Corrosivas de Fidelio Ponce Aun documentary, 1999 52 min, Vídeo Betacam. ICAIC.
- Cero en Conducta documentary, 2003 13 min, Vídeo Betacam. ICAIC.
- El Benny drama/musical, 2006 126 min, 35 mm. ICAIC-Coral Capital Entertainment.
- Irremediablemente juntos drama, 2012 126 min, 35 mm. ICAIC-Coral Capital Entertainment.
- Cuba libre, drama histórico, 2015  120 min, ficción /color.  Productora: ICAIC (Cuba) con el apoyo del Fondo Cubano de Bienes Culturales.
- Buscando a Casal drama/biopic, 2019 126 min, 35 mm. ICAIC-Coral Capital Entertainment.